# Campeonato Nacional de Rodeo de 1965
El Campeonato Nacional de Rodeo de 1965 fue disputada en San Fernando y contó con las mejores colleras de la temporada 1964-1965. Este campeonato, disputado en el otoño austral, fue ganado por Ramón Cardemil y Ruperto Valderrama	en "Matucho" y "Manicero" después de un desempate. Estos jinetes obtuvieron su tercer título de Chile, mientras que fue el segundo título para los potros.

## Antecedentes
La Federación del Rodeo Chileno, haciendo uso de sus facultades, había modificado el sistema para la realización del Campeonato Nacional, estableciendo para ello un rodeo exclusivo, y realizar así una fiesta de comienzo a fin, para seleccionar a los campeones de Chile. Asimismo limita el número de participantes para la disputa del título y solo reconoce como finalistas por derecho propio a las colleras que habían obtenido dos o más títulos de campeones en la temporada, debiendo seleccionarse en dos semifinales los que solo habían ganado un Champion. 
Los jurados fueron José Larraín, Hernán Trivelli y Osvaldo Errázuriz, quienes tuvieron un normal desempeño. 
Los campeones fueron Ramón Cardemil y Ruperto Valderrama montando a "Matucho" y "Manicero", la misma collera vencedora en el Campeonato Nacional de Rodeo de 1962, lograron este triunfo con 22 puntos, los mismos que Alberto Marmolejo e Hilario Martínez. Entonces fueron a desempate. El desempate fue ganado por Ramón Cardemil y Ruperto Valderrama, quienes se coronaban campeones nacionales por tercera vez. El tercer lugar fue para Raúl Rey y José Manuel Aguirre en "Paleta" y "Punga".
Ramón Cardemil diría en ese entonces lo siguiente con respecto a la organización del campeonato: "Una medialuna extraordinaria, una pista perfecta, pareja y rápida, un toril con capacidad para sesenta animales que agilizaba el desarrollo de la competencia, en resumen una organización extraordinaria a cargo de los grandes dirigentes señores Fermín del Real y Abel Bouchón, para un evento que también resultaría extraordinario".

## Resultados

### Serie de campeones
| Cuarto Animal 1965 | Cuarto Animal 1965                   | Cuarto Animal 1965     | Cuarto Animal 1965 | Cuarto Animal 1965 |
| ------------------ | ------------------------------------ | ---------------------- | ------------------ | ------------------ |
| Lugar              | Jinetes                              | Caballos               | Asociación         | Puntaje            |
| 1.º                | Ramón Cardemil y Ruperto Valderrama  | "Matucho" y "Manicero" | Curicó             | 22+6               |
| 2.º                | Alberto Marmolejo e Hilario Martínez | "Abalorio" y "Apiao"   | Rengo              | 22+2               |
| 3.º                | Raúl Rey y José Manuel Aguirre       | "Paleta" y "Punga"     | Los Ángeles        | 21                 |
| 4.º                | Abelino Mora y Miguel Lamoliatte     | "Aceitata" y "Flecha"  | Temuco             | 20                 |
| 5.º                | Ramón Cardemil y Ruperto Valderrama  | "Pelotera" y "Percala" | Curicó             | 20                 |

### Champion Selección de Raza
̈* Criadero Chimbarongo, de hermanos Mayol, en "Barquillo" y "Cantinero"

### Champion de Potros
̈* Hermanos Dinamarca, en "Tonel" y "Ay, Ay, Ay"

### Champion para Yeguas
̈* Corral Santa Elba, en "Percala" y "Pelotera"

### Champion para Caballos
̈* Escobar y Rey, en "Punga" y "Paleta"

### Primera Selección de Campeones
1. Mora y Lamoliatte en "Haciendo Sed" e "Indiana"
2. Cardemil y Valderrama en "Manicero" y "Matucho"
3. Hermanos Catán en "Pichangero" y "Picantito"

### Segunda Selección de Campeones
1. Dinamarca y González en "Corralón" y "Pie Gris"
2. Mamerto Cepeda en "Pradera" y "Pipeño"
3. Laserre y Bustamante en "Desideria" y "Ojalera"

### Movimiento de la rienda
̈*Raúl Rey en "Ganchito".

## Cuadro de honor temporada 1964-1965

### Jinetes
- 1.º Ruperto Valderrama[7]
- 2.º José Manuel Aguirre
- 3.º Abelino Mora
- 4.º Ramón Cardemil
- 5.º Ricardo Martínez
- 6.º Alberto Marmolejo
- 7.º Guillermo Aguirre
- 8.º Renato Dinamarca
- 9.º Sergio Bustamante
- 10.º Miguel Lamoliatte

### Potros
- 1.º Abalorio
- 2.º Enojado
- 3.º Estribo
- 4.º Huinca
- 5.º Maulero
- 6.º Ñipán
- 7.º Reparo
- 8.º Roncador
- 9.º Tabacazo
- 10.º Tonel